# اتینگن (زاکسن-آنهالت)
اتینگن (به آلمانی: Etingen) یک منطقهٔ مسکونی در آلمان است که در ائبیسفلده-وفرلینگن واقع شده‌است. اتینگن ۵۱۲ نفر جمعیت دارد.